# 吴城镇 (桐柏县)
吴城镇，是中华人民共和国河南省南阳市桐柏县下辖的一个乡镇级行政单位。

## 行政区划
吴城镇下辖以下地区：
吴城村、阎庄村、七里井村、朝城村、邓庄村、岳畈村、贾岗村、大陈庄村、西新庄村、王宽店村、陈刘店村、罗畈村、王湾村、林场村、牧场村和郭老庄村。